# Dirk Bergner

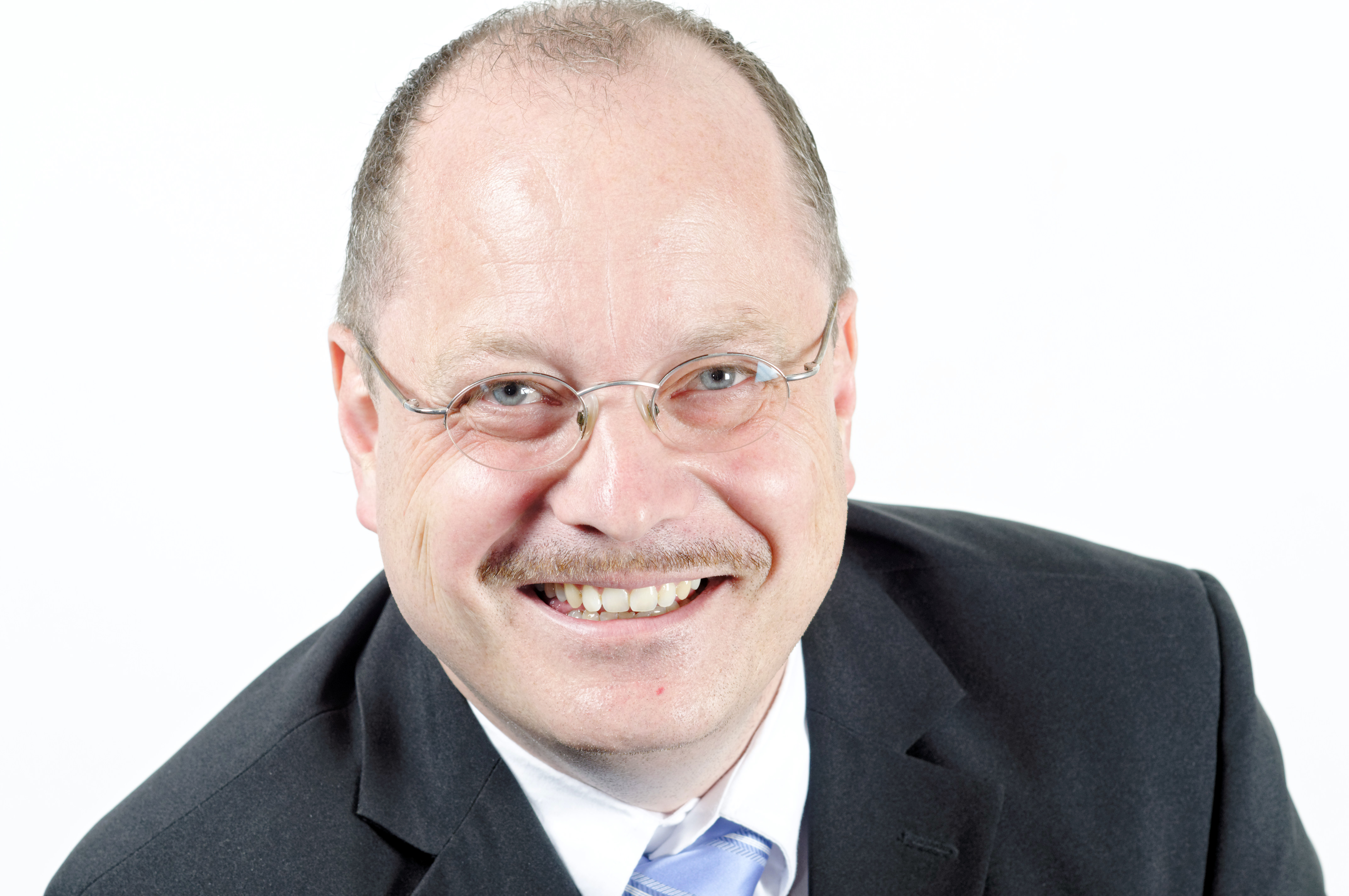
Dirk Bergner 2011

Dirk Bergner (* 13. Januar 1965 in Leipzig) ist ein deutscher Politiker (FDP). Er ist stellvertretender Landesvorsitzender seiner Partei in Thüringen und war von 2009 bis 2014 und erneut von 2019 bis 2024 Mitglied des Thüringer Landtags.

## Leben

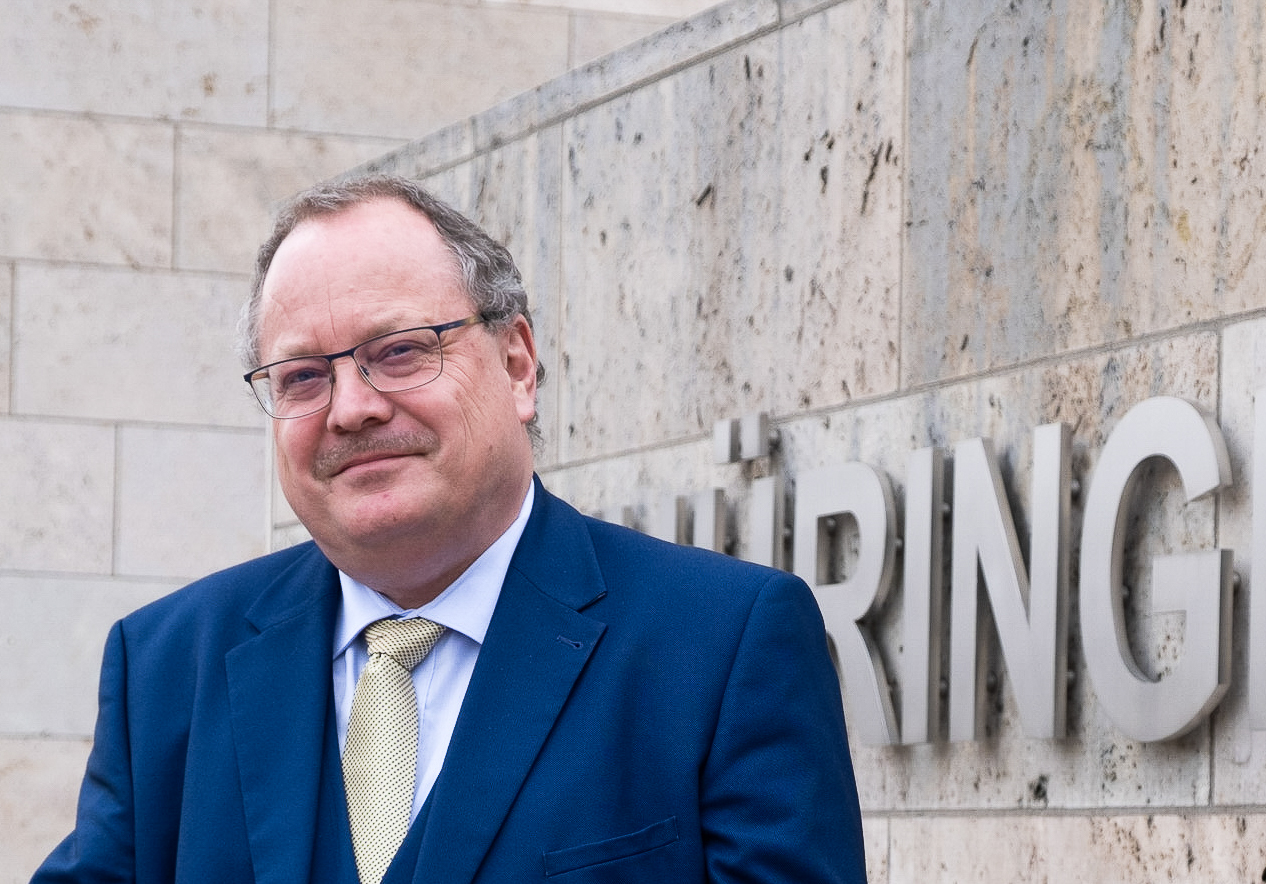
Dirk Bergner 2021

Bergner legte 1983 das Abitur in Leipzig ab. Er studierte Bauingenieurwesen an der Hochschule für Architektur und Bauwesen in Weimar (dem Vorläufer der heutigen Bauhaus-Universität), was er 1991 als Diplomingenieur im Fachgebiet Straßenbau abschloss. Anschließend war er zwei Jahre lang als Bauleiter in München tätig und ist seitdem freiberuflich in der Planung und Bauüberwachung tätig, unter anderem in Greiz, Hohenleuben und Jena.
Seit 1994 engagiert sich Bergner in der Kommunalpolitik und war von 1996 bis 2010 Vorsitzender des Bauausschusses seiner Stadt. Von 2010 bis 2020 war er als ehrenamtlicher Bürgermeister der Stadt Hohenleuben tätig und ist seit 2004 Mitglied des Kreistages im Landkreis Greiz. Seit 2003 gehört er dem FDP-Kreisvorstand in Greiz an, dessen Vorsitzender er seit 2005 ist. 2004 wurde er Mitglied des FDP-Landesvorstands Thüringen, wo er 2008 zum stellvertretenden FDP-Landesvorsitzenden gewählt wurde.
Als der FDP bei der Landtagswahl in Thüringen 2009 nach 15 Jahren die Rückkehr ins Landesparlament gelang, wurde Bergner über Platz 5 der Landesliste in den Landtag gewählt. Er war Parlamentarischer Geschäftsführer seiner Fraktion und Mitglied des Innenausschusses. Bei der Landtagswahl 2014 schied die FDP wieder aus dem Landtag aus, wodurch auch Bergner, der auf Platz 3 der FDP-Landesliste kandidiert hatte, sein Mandat verlor. Im September 2015 übernahm er nach dem Rücktritt der bisherigen FDP-Landesvorsitzenden Franka Hitzing in seiner Eigenschaft als dienstältester stellvertretender Landesvorsitzender kommissarisch die Leitung des Landesverbandes. Am 29. November 2015 trat er auf einem Sonderparteitag in Stadtroda zur Wahl des neuen Landesvorsitzenden an, unterlag jedoch mit 58 gegen 85 Stimmen gegen Thomas L. Kemmerich.
Zur Landtagswahl in Thüringen 2019 trat Bergner im Wahlkreis Greiz I an und zog über die Landesliste erneut in den Thüringer Landtag ein. Hier wurde Bergner zum stellvertretenden Fraktionsvorsitzenden der fünfköpfigen FDP-Fraktion und zum Vizepräsidenten des Thüringer Landtages gewählt. Bergner war in der 7. Legislatur Mitglied im Ausschuss für Infrastruktur, Landwirtschaft und Forsten, im Innen- und Kommunalausschuss, im Unterausschuss kommunaler Finanzausgleich, im Ausschuss für Umwelt, Energie und Naturschutz, im Wahlprüfungsausschuss sowie im Ältestenrat des Landtags.
Bei der Landtagswahl in Thüringen 2024 verpassten die FDP und somit auch Bergner den Wiedereinzug in den Thüringer Landtag. Er hatte dazu auf Platz 5 der Landesliste sowie als Direktkandidat im Wahlkreis Greiz I kandidiert.